# 1671
Cette page concerne l'année 1671  du calendrier grégorien.
L'année 1671 est une année commune qui commence un jeudi.

## Événements
- 28 janvier : Après la bataille de Mata Asnillos, le corsaire Henry Morgan met à sac la ville de Panama[1].
- 4 février: canonisation de Ferdinand III de Castille, libérateur de l'Espagne de l'Islam au XIIIe siècle.
- 9 mars : les Anglais de l'amiral Spragge bombardent Alger[2].
- 11 mars : fondation de la Compagnie danoise des Indes occidentales et de Guinée[3].

- Mars : les Moghols sont défaits à la bataille de Saraighat (en) par le général Âhom Lachit Borphukan dans la région de l'actuelle Guwahati (Assam)[4].
- 2 et 8 mai : bombardement de Bougie. Victoires navales anglaises sur Alger à Bougie[5].
- 24 mai : les Danois colonisent Saint-Thomas aux Antilles[3].
- 14 juin : à la mission jésuite de Sainte-Marie-du-Sault, les nations indiennes se mettent sous la protection de Louis XIV (Simon François Daumont de Saint-Lusson)[6].
- 6 août : départ de Québec des pères Charles Albanel et de Saint-Simon. Le 28 juin 1672, ils atteignent la baie James au Nord par le Saguenay et le lac Saint-Jean[6].
- 18 octobre, Alger : assassinat d'Ali Agha[7]. Un dey élu par les raïs, puis par les officiers de l’odjak à partir de 1689, se substitue à l’agha'[8].
- 3 novembre : François de Laval quitte la Nouvelle-France dans le but de faire pression sur le Vatican pour que soit créé le diocèse de Québec. Il réussira en 1674[9].

- Inde : révolte du prince du Bundelkhand Chhatrasal contre les Moghols. Il établit un royaume indépendant dans le Mâlwa de l’est[10].

- Asie centrale : révolte de certains seigneurs oïrats contre le gouvernement centralisé de Sengge. Début du règne de son frère Galdan, khan de Dzoungarie[11].

### Europe
- Janvier : écrasement de la révolte contre le pouvoir russe des Cosaques du Don sous la conduite de Stenka Razine. La pacification est achevée[12].
- 1er février : Alexis Ier de Russie épouse en secondes noces Natalia Narychkina, mère du futur Pierre le Grand[13]. C'est le début, à la cour, d'une guerre des clans entre les Narychkine et les Miloslavski, la famille de la première femme du tsar.
- 22 février : Artamon Matvéiev, proche des Narychkine, remplace Ordyne Nachtchokine aux affaires étrangères[14].

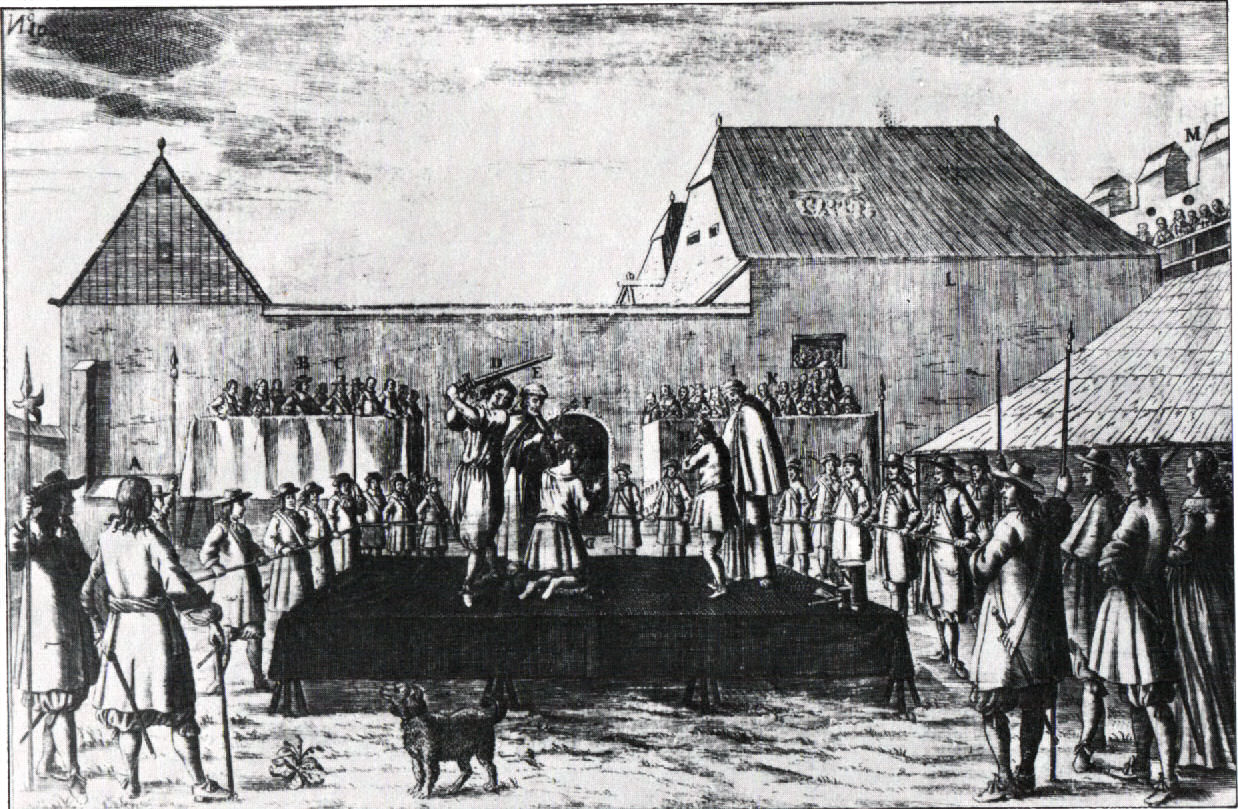
30 avril : Exécution de Petar Zrinski

- 30 avril : exécution de Petar Zrinski et des principaux chefs de la conjuration hongroise (Nadasdy et Frangepani) à Wiener Neustadt (Autriche)[15]. L'empereur Léopold Ier suspend la Constitution hongroise et remplace les garnisons hongroises des frontières par des troupes impériales[16].
- 16 juin : Stenka Razine est écartelé à Moscou[17].

- 27 novembre : Astrakhan est reprise aux Cosaques du Don[18].
- 1er novembre : traité de neutralité signé à Vienne entre la France et l’empereur Léopold Ier[19].

## Naissances en 1671
- 9 janvier : Jean-Baptiste van Mour, peintre français († 22 janvier 1737).
- 14 janvier : Andrea Procaccini, peintre baroque italien († 1734).

- 23 février : Maximilian von Welsch, architecte militaire allemand († 15 octobre 1745).
- 24 février : Donato Creti, peintre rococo italien de l'école bolonaise († 31 janvier 1749).

- 15 mars : Thomas Restout, peintre français († 2 mai 1754).
- 6 avril : Jean-Baptiste Rousseau, poète français († 17 mars 1741).

- 21 avril : John Law, financier écossais, contrôleur général des Finances de France († 21 mars 1729).

- 14 juin : Tomaso Albinoni, compositeur italien († 17 janvier 1751).
- 30 juin : Teodorico Pedrini, missionnaire lazariste, compositeur et claveciniste italien († 1746).

- 3 octobre : Jean Le Gros, peintre français († 27 janvier 1745).
- 8 octobre : José Carrillo de Albornoz y Montiel, militaire et homme politique espagnol († 26 juin 1747).

- 6 novembre : Colley Cibber, dramaturge et  acteur anglais puis britannique († 11 décembre 1757).
- 15 novembre : Antoine V de Grammont, duc de Grammont, maréchal de France († 16 septembre 1725).

- 26 décembre : Philipp Ludwig Wenzel von Sinzendorf, ministre d'État et ambassadeur d'Autriche en France († 8 février 1742).

- Date précise inconnue :
- Philip van Kouwenbergh, peintre néerlandais († 1729).

- Vers 1671 :
- Francesc Valls, compositeur et théoricien de la musique de l'époque baroque espagnole († 2 février 1747).

## Décès en 1671
- 19 février : Jeanne Catherine Agnès Arnauld, dite Mère Agnès (1593-1671), religieuse, abbesse de Port-Royal des Champs (1642-1661) (° 31 décembre 1593).

- 29 mars : Sebastián Herrera Barnuevo, architecte, sculpteur et peintre baroque espagnol (° 1619).

- 20 avril : Daniel Hay du Chastelet, écrivain français (académicien français, Fauteuil 37) (° 23 octobre 1596).
- 24 avril : François Vatel, pâtissier-traiteur, intendant, et maître d'hôtel d'origine suisse (° 1631).
- 30 avril : Fran Krsto Frankopan, seigneur, poète et homme politique croate (° 4 mars 1643).

- 8 mai : Sébastien Bourdon, peintre français (° 2 février 1616).
- 16 mai : Dirk van Delen, peintre néerlandais (° 1605).

- 16 juin : Stenka Razine, chef cosaque qui mena un soulèvement contre le tsar en Russie. Il fut tué après torture sur la place Rouge à Moscou (° 1630).
- 27 juin : Marguerite Tiste, jeune fille, brûlée à Mons (° entre 1653 et 1657).

- 3 août : Antonio Barberini, cardinal italien, archevêque de Reims (° 5 août 1607).

- 25 septembre : Jean Brioché, montreur de marionnettes (° 1567).

- Date précise inconnue :
  - Alessandro Badiale, peintre et graveur baroque italien de l'école bolonaise (° 1626).
  - Giacomo Antonio Fancelli, sculpteur italien (° 1619).
  - Wu Weiye, peintre chinois (° 1609).